# Romel Quiñónez
Romel Javier Quiñónez (Santa Cruz de la Sierra, 25 juni 1992) is een Boliviaans voetballer, die speelt als doelman.

## Clubcarrière
Quiñónez begon zijn professionele loopbaan in 2010 bij de club waar hij ook zijn jeugdopleiding genoot: Club Bolívar. Met die club won hij sindsdien viermaal de Boliviaanse landstitel.

## Interlandcarrière
Quiñónez speelde tot op heden 12 interlands voor Bolivia. Onder leiding van bondscoach Xabier Azkargorta maakte hij zijn debuut in 2013. Quiñónez nam met zijn vaderland deel aan de strijd om de Copa América 2015 in Chili.

## Erelijst
Club Bolívar
- Liga de Fútbol

2011-AD, 2013-C, 2014-A, 2015-C